# Gláucio de Jesus Carvalho
Gláucio de Jesus Carvalho (São Paulo, Brasil, 11 de noviembre de 1975) es un exfutbolista brasileño que se desempeñaba como centrocampista.

## Clubes
| Club                       | País         | Año       |
| -------------------------- | ------------ | --------- |
| Portuguesa                 | Brasil       | 1994      |
| Feyenoord Róterdam         | Países Bajos | 1995-1996 |
| C. R. Flamengo             | Brasil       | 1996      |
| Excelsior Rotterdam        | Países Bajos | 1997      |
| America do Rio             | Brasil       | 1998-1999 |
| Guarani F. C.              | Brasil       | 1999      |
| Rayo Vallecano             | España       | 2000-2002 |
| S. C. Corinthians Alagoano | Brasil       | 2002-2003 |
| Al Qadisiya                | Kuwait       | 2003      |
| S. C. Internacional        | Brasil       | 2004      |
| Paulista F. C.             | Brasil       | 2004-2005 |
| Avispa Fukuoka             | Japón        | 2005-2006 |
| Paulista F. C.             | Brasil       | 2006-2007 |
| A. D. São Caetano          | Brasil       | 2007      |
| Al Salmiya Club            | Kuwait       | 2008      |
| Paraná Clube               | Brasil       | 2008      |
| E. C. Vitória              | Brasil       | 2009      |
| Oeste F. C.                | Brasil       | 2010      |